# Alexeï Serebriakov
Pour les articles homonymes, voir Serebriakov.
Alexeï Valerievitch Serebriakov (en russe : Алексей Валерьевич Серебряков), né le 3 juillet 1964 à Moscou, est un acteur soviétique puis russe.

## Biographie
Élève d'une école musicale, Alexeï Serebriakov voit sa photo publiée par le quotidien Vetcherniaïa Moskva. Grâce à cette photo, il est repéré par un directeur de casting de Mosfilm qui cherche un enfant ressemblant à l'acteur Vadim Spiridonov, pour incarner le fils de ce dernier dans le drame Père et Fils de Vladimir Krasnopolski et Valeri Ouskov réalisé d'après le livre de Guéorgui Markov. Après la sortie du film en 1980, Alexeï Serebriakov enchaîne avec le tournage dans le feuilleton télévisé L'Appel éternel adapté du roman d'Anatoli Ivanov, toujours à Mosfilm chez les mêmes réalisateurs.
Il fait ses études sous la direction d'Oleg Tabakov à l'Académie russe des arts du théâtre dont il est diplômé en 1986. Il est acteur de théâtre Tabakerka en 1986-1991.
En 2019, le prix Nika du meilleur acteur lui est attribué pour le film Van Goghi.

## Filmographie partielle
- 1989 : Valse accidentelle de Svetlana Proskourina : Sergueï
- 2005 : Le 9e Escadron de Fiodor Bondartchouk : capitaine des éclaireurs
- 2006 : Gloss d'Andreï Kontchalovski : Stasis
- 2007 : Le Code de l'apocalypse de Vadim Chmelev : Sergueï
- 2007 : Cargo 200 d'Alekseï Balabanov : Alexeï, distillateur de samogon
- 2008 : Prisoners of Power: Battlestar Rebellion de Fiodor Bondartchouk : un rôdeur
- 2014 : Leviathan d'Andreï Zviaguintsev : Nikolaï Nikolaïevitch Sergueïev
- 2020 : Coma - Esprits prisonniers de Nikita Argounov
- 2021 : Nobody d'Ilia Naïchouller : Julian
- 2021 : Skaji eï d'Alexandre Molotchnikov
- 2023 : The Rage de Dmitri Diatchenko :
- 2025 : Oui de Nadav Lapid :